# 보켄데쇼데쇼?
《보켄데쇼데쇼?》(冒険でしょでしょ? 모험이지, 그렇지?)는 히라노 아야가 두 번째로 낸 싱글이다.

## 개요
《스즈미야 하루히의 소실》의 매화 타이업 곡으로 사용되었다. 애니멜로 서머 라이브 2007에서는 편곡 버전 冒険でしょでしょ?〜パンクでしょversion〜가 연주되었다.

## 수록곡
1. 冒険でしょでしょ? (모험이지, 그렇지?) (4:18)
2. 風読みリボン (바람을 읽는 리본) (3:47)
3. 冒険でしょでしょ?(off vocal) (4:18)
4. 風読みリボン(off vocal) (3:47)

## 타이업
- 애니메이션 《스즈미야 하루히의 우울》 오프닝 테마 #1
- 라디오 《스즈미야 하루히의 우울 SOS단 라디오 지부》 오프닝 테마 #2